# Bibliothèque Sainte-Geneviève

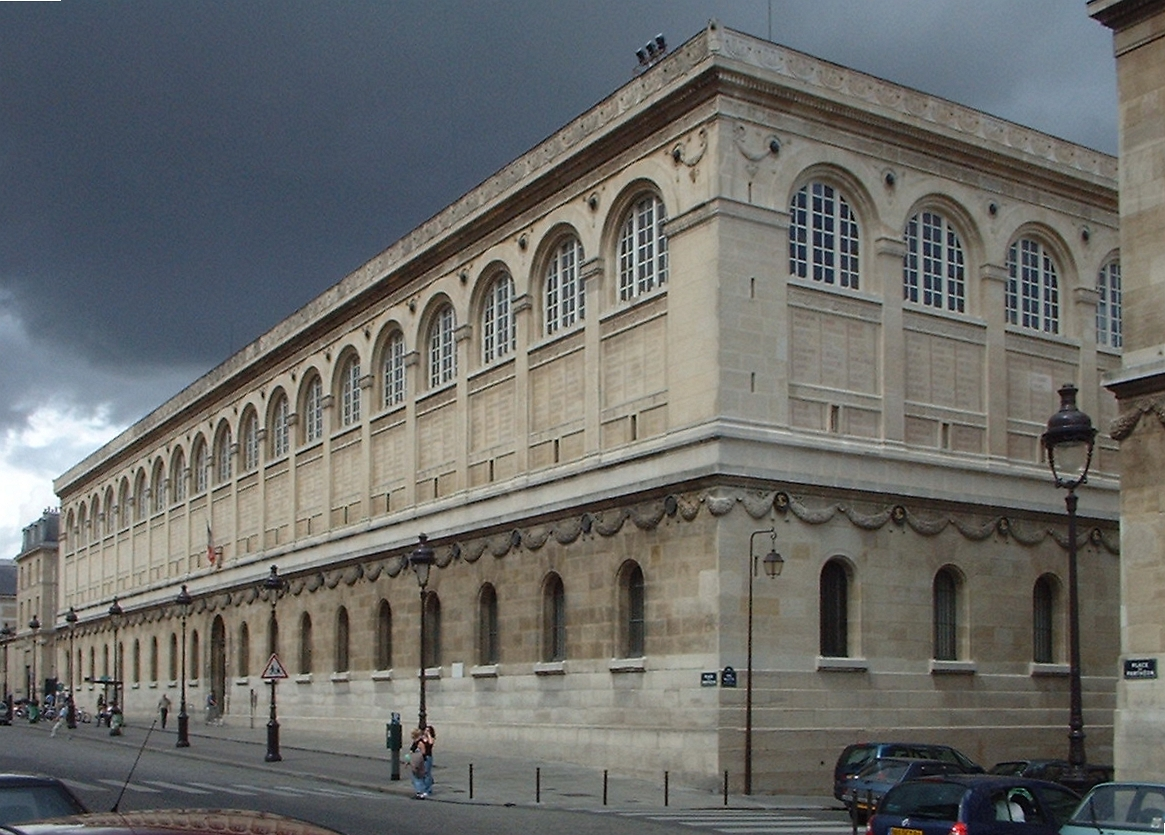
Bibliothèque Sainte-Geneviève i Paris.

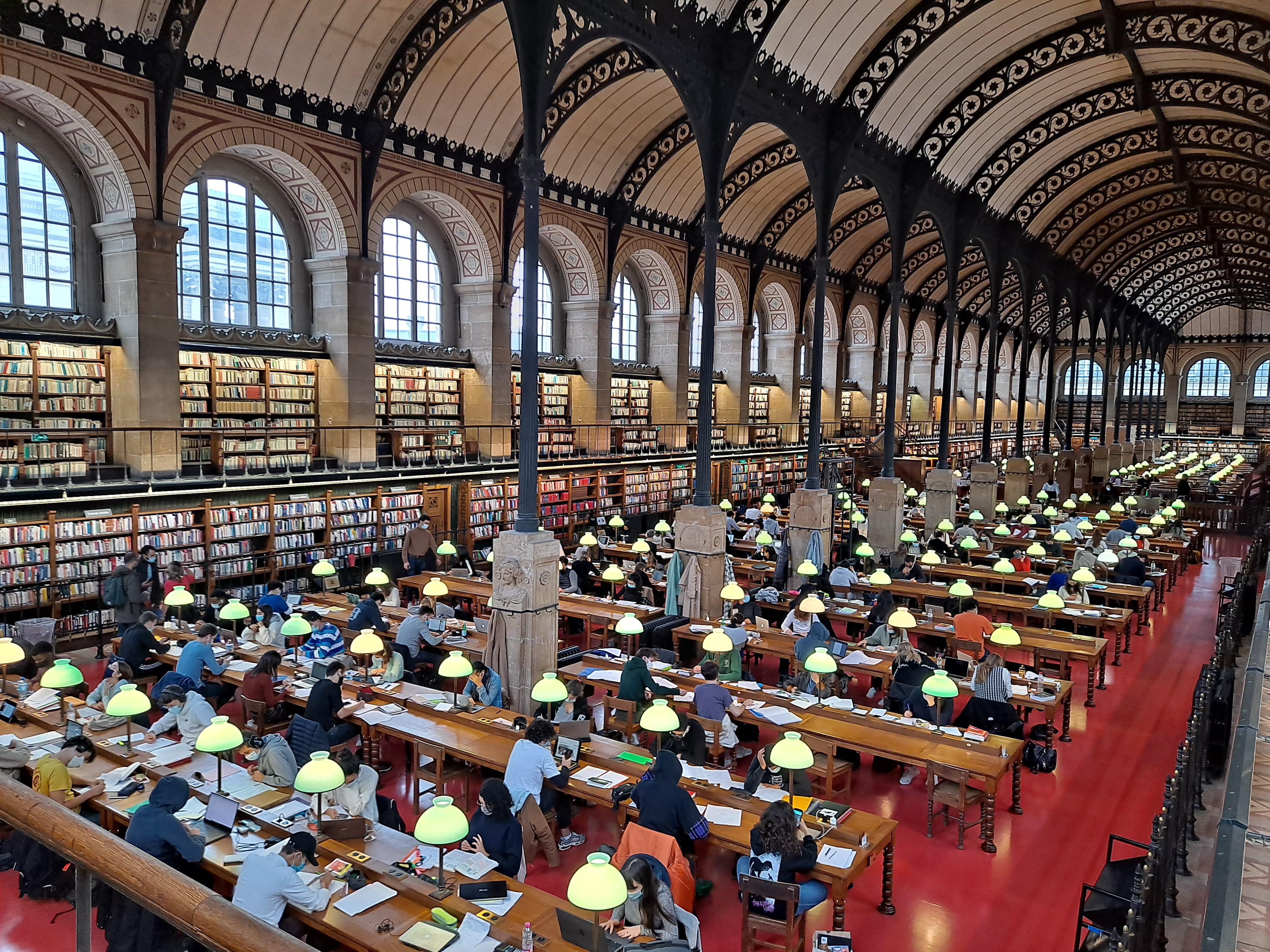
Läsesalen.

Bibliothèque Sainte-Geneviève (BSG) är ett anrikt bibliotek i Paris, beläget i det 5:e arrondissementet i Latinkvarteret. Det omfattar två miljoner volymer, däribland den största nordiska boksamlingen utanför Norden med 160 000 volymer och 4200 tidskrifter. Sedan 1920-talet turas de nordiska länderna om att skicka en bibliotekarie till Paris för två år i taget. Biblioteksbyggnaden på nummer 10, Place de Panthéon är en tidig järnkonstruktion, ritad av Henri Labrouste och uppförd åren 1843–1851.
Biblioteket är öppet för allmänheten, måndag till lördag kl. 10–22 och har 40 000 registrerade låntagare. Det är statligt och betjänar Paris universitet nummer 1, 2, 3, 4 och 7. Administrativt räknas det till Université Nouvelle-Sorbonne - Paris 3 (Paris universitet). Utöver allmänna samlingen och det nordiska biblioteket finns även en äldre samling, la Réserve med 4300 manuskript, 160 000 äldre tryckta volymer, 50 000 planscher och fotografier samt det gamla klosterbibliotekets kuriosakabinett.

## Historik
Biblioteket räknar sina anor till början av 500-talet, då klostret Saints-Apôtres i Paris grundades under kung Klodvig I, tillhörande benediktinerorden och tillägnat apostlarna Petrus och Paulus. Här bisattes år 512 kvarlevorna av Paris skyddshelgon Sankta Geneviève, varav klostret senare fick sitt namn. Klostret plundrades av normanderna år 857, men återuppfördes på 1100-talet som ett kloster inom augustinerorden. Klosterbiblioteket nämns första gången på 1100-talet, på ett exlibris till en bok som idag finns i biblioteket i Soissons. Från 1200-talet finns en avskrift av bibliotekets katalog, som förtecknar 226 volymer. Hundraårskriget och hugenottkrigen höll tillbaka bibliotekets tillväxt. Ledningen av klostret övertogs 1619 av François de La Rochefoucauld (1558–1645), som 1624 återupprättade biblioteket och utökade med sina personliga samlingar. År 1687 innehöll det 20 000 tryckta volymer och 400 handskrifter. En ny klosterkyrka uppfördes 1758–1790, ritad av Jacques-Germain Soufflot.
Ledarna för Franska revolutionen stängde klostret 1790, förklarade det för statlig egendom och invigde den nya klosterkyrkan som det sekulära minnestemplet Panthéon. Klostret gjordes 1796 om till gymnasieskola, idag med namnet Lycée Henri-IV. Den äldre klosterkyrkan var förfallen och revs 1807 för att bereda plats för Rue Clovis, men dess klocktorn står kvar och ingår i gymnasiet. Klosterbiblioteket ägde vid revolutionen Europas tredje största boksamling med 58 000 tryckta volymer och 2000 handskrifter, bara Vatikanbiblioteket och Bodleianska biblioteket i Oxford var större. Att biblioteket överlevde revolutionen och inte skingrades, tillskrivs dåvarande bibliotekarien Alexandre Guy Pingré. Fram till 1842 var biblioteket inrymt i gymnasiets översta våning. En del av det tjänstgör fortfarande som gymnasiets bibliotek.
Sedan 1828 mottar biblioteket pliktexemplar av alla franska böcker inom teologi, filosofi, juridik, medicin och naturvetenskap.
Grunden till det nordiska biblioteket lades 1710 när boksamlingen efter Charles-Maurice Le Tellier, ärkebiskop av Reims, tillföll klosterbiblioteket, varav 500 volymer handlade om de nordiska länderna. Samlingen växte med fler donationer, en mycket betydande 1868 av Alexandre Dezos de La Roquette, och kataloger upprättades 1873 och 1908. Avdelningen fick 1903 en egen läsesal på nummer 8, Place de Panthéon. Den omfattade då 40 000 volymer. I november 1920 inrättades en stödkommitté (Comité de patronage de la Section scandinave) och 1925 permanentades ordningen att de nordiska länderna turas om att bekosta en bibliotekarie på tre eller två års förordnande (programmet avslutades 2005). 1961 flyttades nordiska biblioteket till en egen byggnad på nummer 6, Rue Valette. 48°50′50″N 2°20′48″Ö / 48.84726°N 2.34654°Ö
Nordbor som tjänstgjort vid biblioteket är Erik Lie (1896–1905, Norge), Frithiof Palmér (1906–1916, Sverige), Signe Garling (1916–1925, S.), Reidar Øksnevad (1925–1928 och 1940–1945, N.), Valdemar Hansen (1928–1931, Danmark), Eero Neuvonen (1931–1934, Finland), Paul Högberg (1934–1937, S.), Kay Schmidt-Phiseldeck (1937–1940, D.), Aimo Sakari (1945–1946, F.), Uno Willers (sept. 1946–febr. 1947, S.), Axel Friberg (febr. 1947–okt. 1947, S.), Gösta Ottervik (febr. 1948–sept. 1948), Olof von Feilitzen (1948–1949, S.), André Nicolet (1949–1951, D.), Eino Nivanka, (1951–1953, F.), Johannes Bygstad (1953–1955, N.), John Rohnström (1955–1957, S.), Torben Nielsen (1957–1960, D.), Saara Sihvola (1960–1962, F.), Børge Bernhardt (1962–1964, N.), Anders Ryberg (1964–1966, S.), Niels Egebak (1966–1969, D.), Rauni Puranen (1969–1972, F.), Storm Michael Wiik (1972–1974, N.), John Rohnström (1974–1977, S.), Jens-Frederik Black (1977–1980, D.), Pirjo Neuvonen (1980–1983, F.), Reidar Veland (1983–1985, N.), Bodil Gustavsson (1985–1987, S.), Eva Vikjær (1987–1990, D.), Pirkko Hölttä (1990–1993, F.), Rangdi Unn Hovden (1993–1995, N.), Margareta Melén (1995–1997, S.), Ivan Boserup (1997–1999, D.), Tuire Valomaa (1999–2000, F.), Sirkka Havu (2000–2001, F.), Per Morten Bryhn (2001–2003, N.), Enrica Hallvarsson (2003–2005, S.).
Sedan 2010 bidrar BSG med digitaliserad litteratur till Internet Archive, varav flera verk är nordiska. Samtidigt har BSG sitt eget digitala bibliotek, Genovefa, som lanserades i slutet av 2021.

## Byggnaden
1838 anlitades Henri Labrouste som bibliotekets arkitekt. Han föreslog att en ny byggnad skulle uppföras och fick själv uppdraget att rita den. De trångbodda samlingarna flyttades 1842 tillfälligt till Collège de Montaigu. Den nya biblioteksbyggnaden, 21×85 meter i två våningar, uppfördes 1843–1850 och invigdes 4 februari 1851. Byggnaden har kontor och magasin i entréplanet, medan övervåningen utgör en enda 1780 m² stor och 11 meter hög läsesal med böcker längs väggarna på golvplanet och ett galleri och däröver 42 stora fönster. Längs hallens mittaxel står en rad av 16 gjutjärnspelare, som bär upp valvtaket med konstnärligt genombrutna järnbalkar. Det nya moderna byggnadsmaterialet är inte dolt, utan tydligt synliggjort, men byggnadens form leder tankarna till antikens tempel. Fasaden liknar ett italienskt renässanspalats, med namnen av 810 diktare och filosofer inskrivna i fälten under fönstren.
Byggnadens utformning med den långa, ljusa läsesalen inspirerade arkitekterna Carrère och Hastings som ritade huvudbyggnaden till New York Public Library, Stephen A. Schwarzman Building, belägen på Manhattan vid 42:a gatan och 5:e avenyn, påbörjad 1902 och invigd 1911.

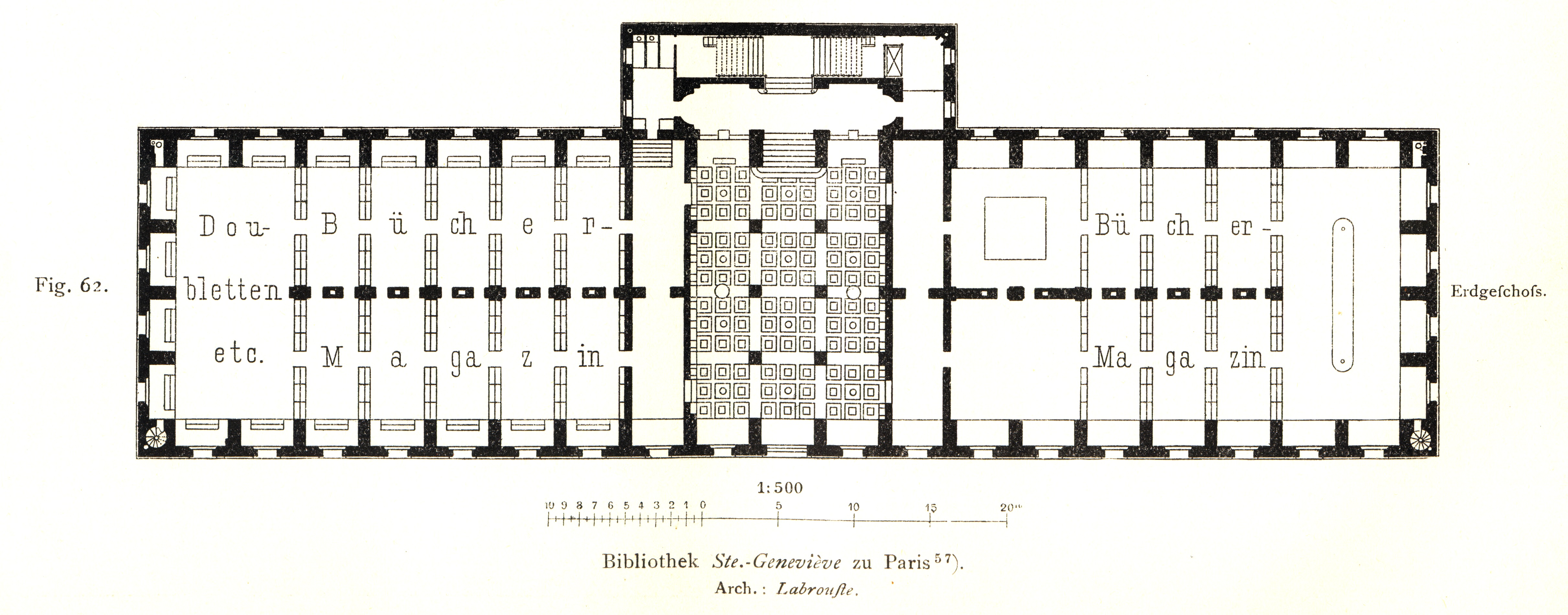
Byggnadsritningar: bottenvåningen
Övervåningen (läsesalen)
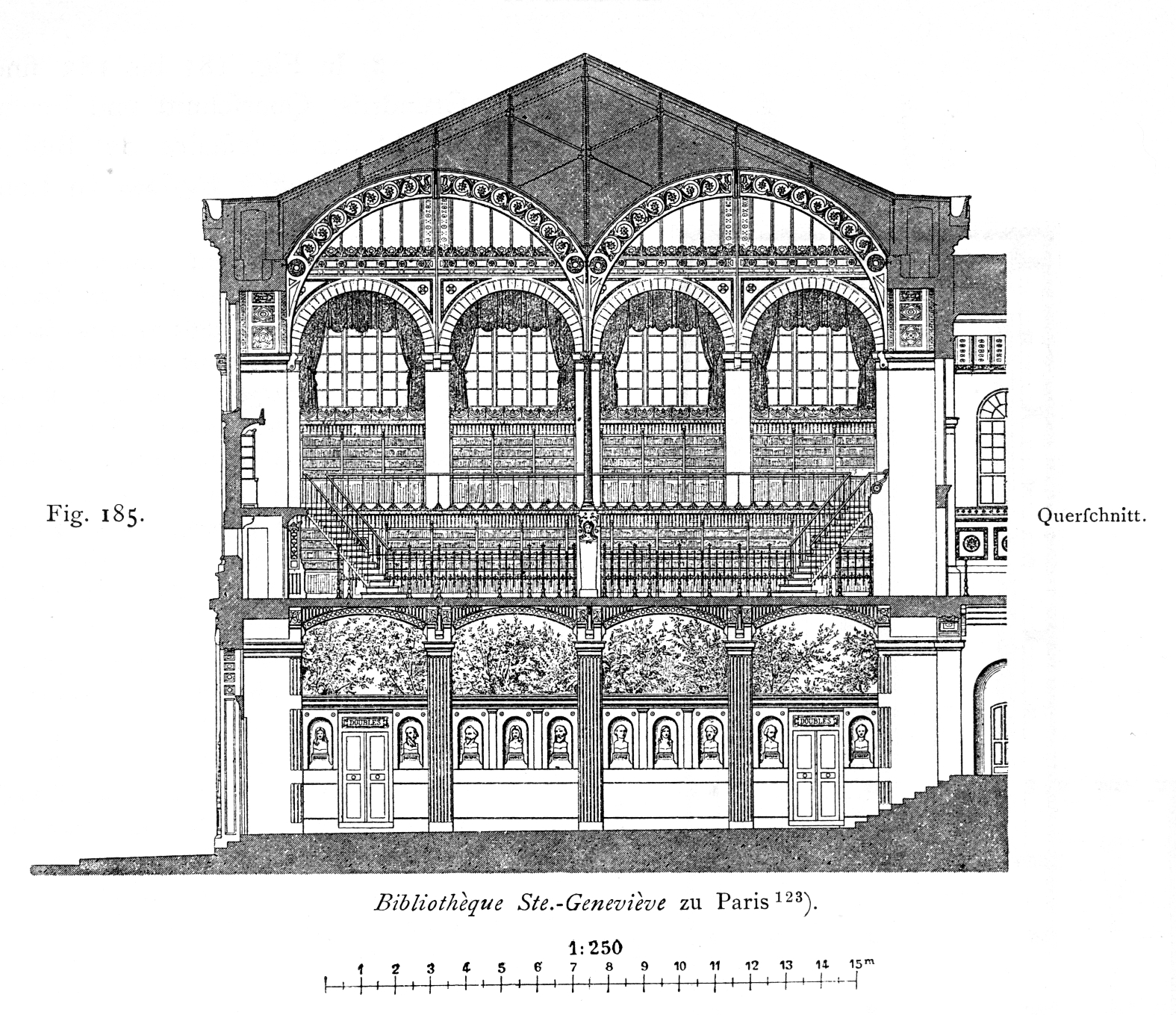
Sidovy
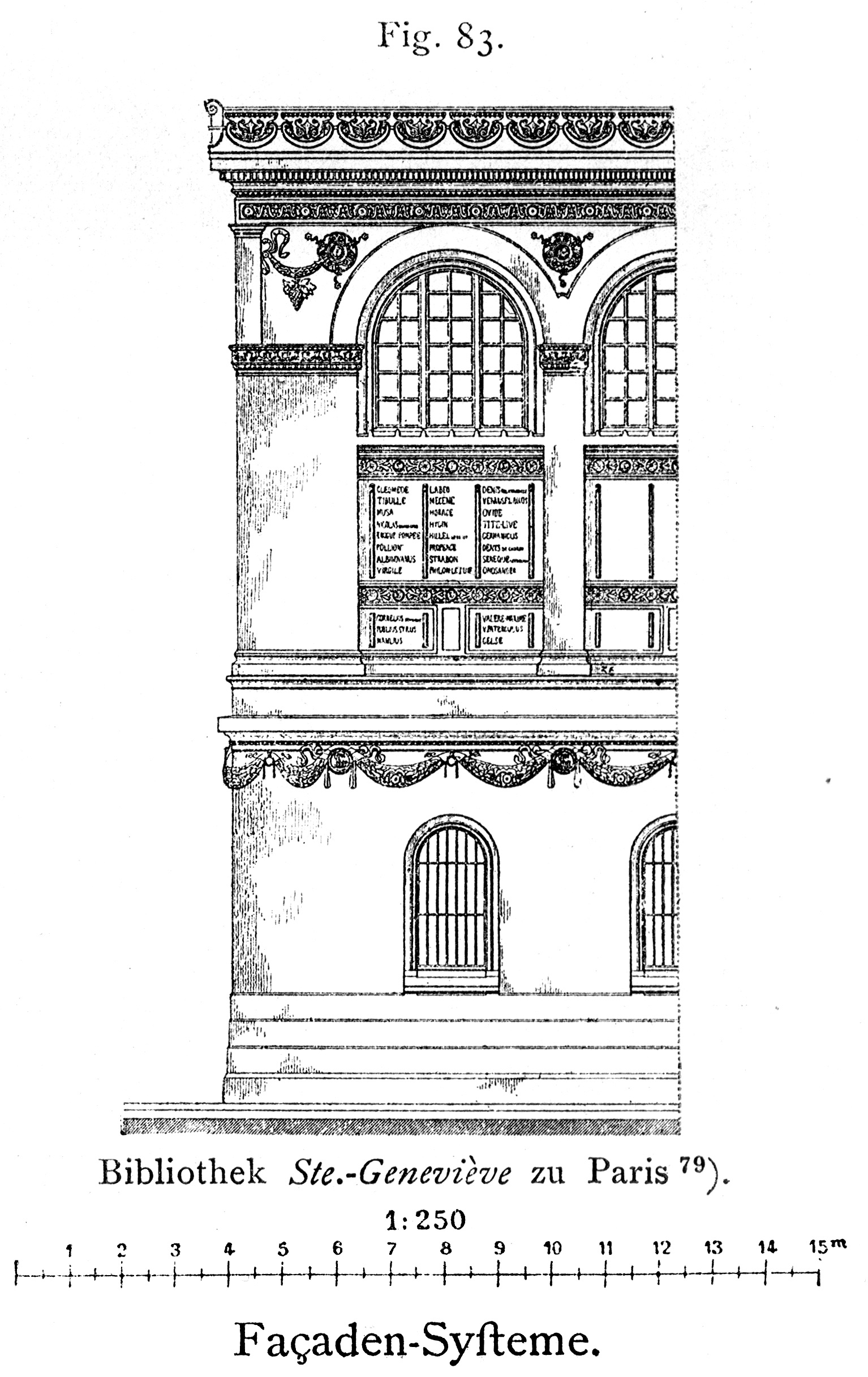
Fasad